# Boris Balant (MORS)
Boris Balant, slovenski uradnik, inšpektor in gasilski častnik, * 4. marec 1973, Slovenj Gradec.
Od 14. januarja 2011 do 10. februarja 2012 je bil državni sekretar na Ministrstvu za obrambo Republike Slovenije.

## Življenjepis
Balant, magister znanosti s področja državnih in evropskih študij, se je na MORS zaposlil leta 1996. 
V letih 2001-02 je bil vodja Uprave za obrambo Slovenj Gradec, med letoma 2003 in 2009 je bil vodja Izpostave Uprave Republike Slovenije za zaščito in reševanje Slovenj Gradec, nato pa je bil 18. septembra 2009 imenovan za generalnega direktorja Uprave Republike Slovenije za zaščito in reševanje. 6. januarja 2011 ga je Vlada Republike Slovenije imenovala za državnega sekratarja na obrambnem ministrstvu z nastopom dela 14. januarja.
Trenutno (oktober 2014) je vršilec dolžnosti generalnega sekretarja na ministrstvu za obrambo.
Balant je tudi poveljnik Civilne zaščite Koroške in gasilski častnik.